# HD 9446 b
HD 9446 b é um planeta extrassolar que orbita a estrela HD 9446, a cerca de 170 anos-luz da Terra na constelação de Triangulum. Sua descoberta foi anunciada em 5 de janeiro de 2010.
HD 9446 b possui uma massa mínima de 0,70 massas de Júpiter e uma órbita moderadamente excêntrica com um período de cerca de 30 dias.